# Jülicher Straße 18 (Mönchengladbach)

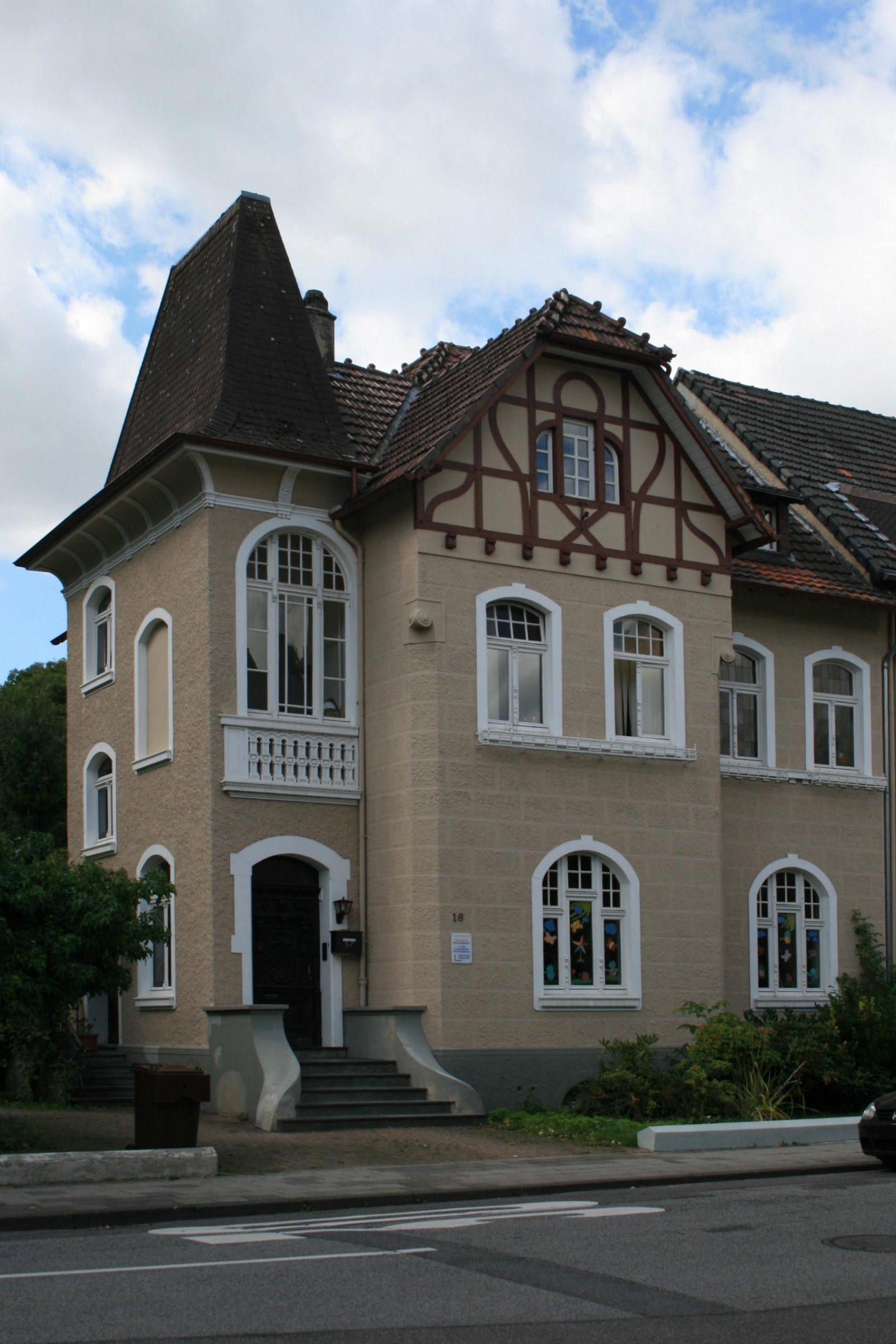
Wohnhaus (2010)

Das Wohnhaus Jülicher Straße 18 steht im Stadtteil Odenkirchen in Mönchengladbach (Nordrhein-Westfalen).
Das Gebäude wurde 1902 erbaut. Es wurde unter Nr. J 002  am 17. Dezember 1992 in die Denkmalliste der Stadt Mönchengladbach eingetragen.

## Lage
Das Wohnhaus Nr. 18 liegt östlich des historischen Ortskerns von Odenkirchen an der Jülicher Straße in unmittelbarer Nähe des Niersgrünzuges.

## Architektur
Es handelt sich um ein zweiachsiges, differenziert mehrachsiges Eckgebäude unter Satteldach, mit Risalit unter Krüppelwalmdach und Treppenhaus unter spitzem Walmdach aus dem Jahre 1902.